# Cryptoprymna atra
Cryptoprymna atra är en stekelart som först beskrevs av Walker 1833.  Cryptoprymna atra ingår i släktet Cryptoprymna och familjen puppglanssteklar. Arten är reproducerande i Sverige. Inga underarter finns listade i Catalogue of Life.